# Trachyphloeini
Trachyphloeini (лат.) — триба семейства долгоносиков, подсемейства Entiminae. Большинство видов встречаются в засушливых местообитаниях: ксерофитных лугах и полупустынях. Представители родов Trachyphilus и Trachyphloeosoma живут в подстилке в лесных экосистемах. Личинки питаются корнями различных травянистых древесных растений.

## Классификация
Включают 253 видов из 13 родов
- Callirhopalus Hochhuth, 1851
- Cathormiocerus Schoenherr, 1842
- Massimiellus Borovec, 2009
- Pelletierellus Borovec, 2009
- Pseudocneorhinus Roel,1873
- Rhinodontodes Voss 1967
- Rhinodontus Faust, 1890
- Romualdius Borovec, 2009
- Stuebenius Borovec, 2009
- Trachyphilodes Voss 1948
- Trachyphilus Faust, 1887
- Trachyphloeoides Formánek, 1907
- Trachyphloeus Germar, 1817

## Палеонтология
Ископаемые представители (род Archaeocallirhopalus) известны из балтийского янтаря.

## Распространение
Встречаются на Евразии, Африке, Австралии и Северной Америке.